# Anatolij Antonov
Anatolij Ivanovič Antonov (rusky: Анатoлий Ивaнович Антoнов; narozen 15. května 1955) je ruský vojenský představitel a diplomat s pověstí zastánce tvrdé linie ve vztahu k USA a tvrdého vyjednavače. V současnosti je velvyslancem Ruska ve Spojených státech, formálně nahradil Sergeje Kisljaka prezidentským dekretem z 21. srpna 2017, funkce se ujal 1. září 2017. Dříve byl náměstkem ministra obrany a náměstkem ministra zahraničních věcí. Od roku 2015 je na sankčním seznamu Evropské unie a Kanady v reakci na ruskou vojenskou intervenci proti Ukrajině.
Ve federální státní civilní službě má hodnost aktivního státního rady Ruské federace 1. třídy . 

## Raný život a vzdělání
Antonov se narodil 15. května 1955 v Omsku, Omská oblast, SSSR. V roce 1978 absolvoval Moskevský státní institut mezinárodních vztahů (MGIMO) a v roce 1983 zde ukončil postgraduální studium (aspiranturu) obdržením titulu kandidát věd.
V roce 2012 získal titul doktor věd (D. Sc.) z politologie na Institutu světové ekonomiky a mezinárodních vztahů (IMEMO) v Moskvě s doktorskou disertační prací s názvem Kontrola jaderných zbraní jako faktor zajištění národní a mezinárodní bezpečnosti. Hovoří plynně anglicky a barmsky.

## Kariéra

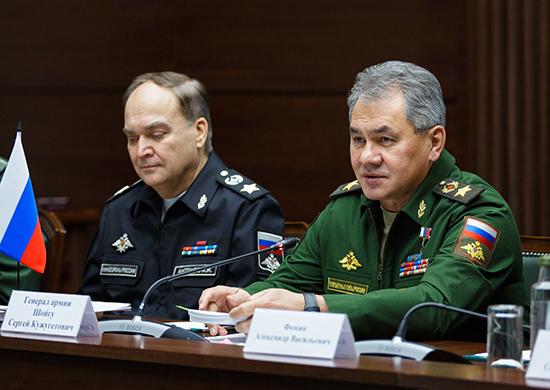
Antonov s ruským ministrem obrany Sergejem Šojguem v roce 2016

Antonov nastoupil svou diplomatickou kariéru bezprostředně po získání magisterského titulu v roce 1978. Následujících 30 let působil na Ministerstvu zahraničních věcí SSSR a jeho nástupci, Ministerstvu zahraničních věcí Ruské federace, kde se specializoval na kontrolu jaderných, chemických a biologických zbraní. V roce 2004 byl jmenován ředitelem odboru pro bezpečnost a odzbrojení. 
Dne 2. února 2011 jej prezident Putin povýšil prezidentským dekretem na náměstka ministra obrany Ruské federace. V této funkci byl po ruské vojenské intervenci na Ukrajině osobně sankcionován Evropskou unií.
V prosinci 2014 obvinil NATO, že udělalo z Ukrajiny „frontovou linii konfrontace“ s Ruskem. 
Od 28. prosince 2016 byl náměstkem ministra zahraničních věcí.
V březnu 2017, po smrti Vitalije Čurkina, byl zmiňován jako jeden z možných kandidátů na post stálého představitele Ruska při OSN. Nakonec však byl jmenován na tento post Vasilij Něbenzja.

## Velvyslanec ve Spojených státech

### Nominace a potvrzení
Antonov je považován za zastánce tvrdé linie proti Západu, čímž si vysloužil pověst „bulteriéra“. Začátkem podzimu 2016 byl považován za nejvýznamnějšího kandidáta na příštího ruského velvyslance ve Spojených státech. Kreml totiž předpokládal, že prezidentské volby vyhraje Hillary Clintonová, a bilaterální vztahy proto zůstanou napjaté. Přestože volby vyhrál Donald Trump, byl jako nástupce Sergeje Kisljaka, který byl velvyslancem od roku 2008, vybrán právě Antonov. V únoru 2017 byl uveden jako hlavní kandidát na tento post a 11. května jej ruské ministerstvo zahraničí formálně navrhlo Federálnímu shromáždění. To 18. května po uzavřeném zasedání zahraničněpolitického výboru Státní dumy hlasovalo o jeho schválení a 21. srpna 2017 jej Vladimir Putin prezidentským dekretem formálně jmenoval velvyslancem Ruska ve Spojených státech.

### Působení
Poté, co americký prezident Joe Biden označil Putina za „vraha“, byl Antonov 17. března 2021 odvolán do Moskvy. Rozhodnutí vrátit jej do Washingtonu bylo přijato na základě výsledků summitu Bidena (USA) s Putinem (Rusko) v roce 2021.
Těsně před začátkem ruské invaze do Ukrajiny, Antonov ještě 20. února 2022 popíral, že Rusko invazi plánuje.
Po ruské invazi do Ukrajinu Antonov odmítal názor, že ruská invaze selhala, odsuzoval vzrůstající „rusofobii“ a bědoval nad postsovětskou érou, ve které bylo Rusko „naivní“ a důvěřovalo Západu, zatímco jeho postavení upadalo.
V únoru 2023 Antonov prohlásil, že Washington se pokouší démonizovat Rusko a „prohlubuje ukrajinskou krizi“ tím, že obviňuje Moskvu ze zločinů proti lidskosti.
Incident s dronem, při němž ruská stíhačka způsobila havárii průzkumného dronu MQ-9, označil za provokaci, přičemž popřel, že by ruská stíhačka přišla do kontaktu s dronem.
Poté, co ukrajinská armáda v srpnu 2024 zahájila vojenské operace na území Ruska v Kurské oblasti, kritizoval představitele USA, že útok neodsoudili.